# Terri Smith
Terri Smith (gennaio 1970) è un'ex triatleta canadese.

## Carriera
Ha vinto la medaglia d'argento ai campionati del mondo di triathlon di Gold Coast nel 1991, dietro di soli 6" alla connazionale Joanne Ritchie, e davanti all'australiana Michellie Jones.
L'anno precedente, ai mondiali di Orlando del 1990 (2ª edizione iridata) si classifica all'8º posto, ben lontana dalla zona podio.
Nel 1992 partecipa ai mondiali di Huntsville dove ottiene un deludente 23º posto. Nello stesso anno vince due medaglie d'argento nelle gare di coppa del mondo di Portaferry e San Andres, arrivando in entrambe alle spalle della statunitense Melissa Mantak.
Nel 1993 si presenta ai mondiali di Manchester, migliorando il risultato dell'anno precedente (18° assoluta), ma rimanendo sempre lontana dalla zona podio.

## Titoli
- Inserita nella Hall of Fame del Triathlon Canadese - 2004